# 山梨鐐平
山梨 鐐平（やまなし りょうへい、1952年11月25日 - ）は、日本のシンガーソングライター。静岡県静岡市出身。ビーアンドビーコミュニケーションズ所属。

## 経歴
1979年に、藤岡孝章（元・まりちゃんズ）、板垣秀雄（元・ウィークエンド）と、男性3人のグループ『Do!』を結成し、メジャー・デビュー。シングル6枚、アルバム2枚をリリースした後、『Do!』解散、ソロ活動を開始。その後はオリジナル・アルバムや作品集、ドラマ「素晴らしきかな人生」等のTV番組サウンドトラックをリリース。
ソングライターとして水谷豊、シブがき隊、長渕剛、今井美樹、織田裕二、西田ひかる、森口博子、吉沢秋絵、本田美奈子、とみたゆう子らへの楽曲提供を手がける。特に吉沢には1985年からの数年間で30曲弱の楽曲を提供した。
1993年、長渕剛主演TBSテレビ系ドラマ『RUN』に出演。
2004年、同年に音楽活動を再開した石野真子の、ライブでのバックバンドを手がけている。
2009年3月、サントリーのチューハイ「ほろよい」CMにて『ポーのワルツ』が使われている。（アルバム『山梨鐐平の世界』収録）
2012年10月、真矢みき&山梨鐐平名義のデュエット・シングル「私の迷宮」を日本コロムビアより発売。

## 楽曲提供
2016年   江崎グリコ生チーズ〔チーザ〕CM 楽曲提供
2016年   DUNLOP〔低燃費タイヤシリーズ〕楽曲提供
2022年8月21日  「音の小部屋」コンサート終了
2022年9月11日 9月18日  全国コミュニティFMにてオンエア のMUSIC BIRD「大石吾朗 Premium G」にラジオでゲスト出演
2022年9月18日 「音楽室で会いましょう」コンサート スタート （毎月開催）

## アルバム
<Do!>
- 1979年10月5日「Do!ファースト」（日本クラウン）
- 1981年12月「SCREEN」（日本フォノグラム）

<SOLO>
- 1982年12月25日「TWEED」（日本クラウン / PANAM）
- 1984年3月20日「ハバネラ」（日本クラウン / PANAM）
- 1992年9月30日「Arrivederci amore ciao」（東芝EMI / TM FACTORY）
- 1993年9月 1日「素晴らしきかな人生」サントラ盤（東芝EMI）
- 1993年11月17日「NICOLA」（東芝EMI）
- 1995年11月16日「山梨鐐平ヒストリー1」ベスト盤（日本クラウン）
- 1998年11月28日「eros」（メルダック）
- 2000年7月26日「水の中のF」（メルダック）
- 2001年3月 4日「Do it love again」（FFAフォークフレンドシップ）
- 2001年11月 1日 「薔薇の伝言」（Moodvalley）
- 2002年7月24日「Live & New Vo.1」（サロンレコード）
- 2003年11月25日「夢で逢いましょう」CTR-03002（COME TRUE RECORDS）
- 2004年10月25日「saryo's collection vo1.1 Ryohei Yamanashi Sings」CTR-04006（COME TRUE RECORDS）
- 2004年11月25日「Madeleine（マドレーヌ）」CTR-04009（COME TRUE RECORDS）
- 2006年4月12日「saryo’s collection vo4. Ryohei Yamanashi Plays」（COME TRUE RECORDS）
- 2006年10月25日「エミールの庭」（COME TRUE RECORDS）
- 2009年2月14日「あの日、晴れた日に」CTR-08030（COME TRUE RECORDS）
- 2009年12月15日「山梨鐐平の世界/　山梨鐐平」CTR-09035（COME TRUE RECORDS）
- 2011年10月26日「ひまわりの小径」CTR-11045（COME TRUE RECORDS）
- 2013年10月        『私の迷宮／流星の日』 真矢みき & 山梨鐐平 CD
- 2014年11月『野バラ／愛のささやき』 真矢みき & 山梨鐐平 CD
- 2016年5月           『栗毛の馬』　CD+DVD

## 楽曲提供作品
- 青木愛「ひとりぼっちのしっぽ」（作曲）
- 浅井ひろみ「天使の翼」「宇宙と背中と口笛と」（作詞）
- 麻生よう子「SEASIDE ANGEL」（作詞・作曲）
- 網浜直子「私の中のラビリンス」（作詞・作曲）
- 石野真子「Eve」（作詞・作曲）
- 今井美樹「とっておきの朝を」（作曲）
- 内田あかり「バラを買う女」（作曲）
- 江戸真樹「I Love あのコ・夏のMaki」（作曲）
- 織田裕二「決心」「030」（作曲）
- 風見慎吾「泣き虫チャチャの物語」（作曲）
- 神子雅「夢の明日」（作詞）
- 可愛かずみ「モンローチックに I love you」（作曲）
- 北岡夢子「告白」「恋心」（作曲）
- 北畠美枝「Seaside Moon」「8月の青い空の下」（作詞・作曲）
- キューティー鈴木「大人になりたい」「日曜日が待ちどおしい」（作詞・作曲）「Good-byeシンデレラ」「BEGINNING」「雪の断章」「湾岸ラブストーリー」（作曲）
- 香坂みゆき「25時の週末」（作曲）
- 小島裕樹「甘い生活」（作詞・作曲）「憂鬱なW」（作曲）
- 桜井亜弓「とどけ・愛」（作詞・作曲）
- 沢田亜矢子「想い出ワルツ」「ロンサム・タウン」（作曲）
- シブがき隊「飛んで火に入る夏の令嬢」「三歩下がって令嬢の影踏まず」「コンクリート・ナイト」（作曲）
- 島田奈美「純白」（作曲）
- 下成佐登子「Wood Walker」「星空のラビリンス」（作曲）
- Sugar「マンゴ・マドンナ」（作詞・作曲）
- 杉本彩「太陽と背中」（作詞・作曲）「悲劇」「MEMOIR」「ROMANCE」（作曲）
- タミヤ・リン「スマイリング・ゼア・イン・サイレンス」（夢の背中・カバー曲）カップリング曲に「夢の背中」山梨ヴァージョンが収録されている。
- 鶴見辰吾「FRAGILE -壊れもの-」（作曲）
- とみたゆう子「愁雨」（作詞・作曲）
- 長渕剛「夏の恋人」（作詞・作曲）
- 中山忍「水の中のアネモネ」（作曲）
- 西田ひかる「私の恋のシルエット」（作詞・作曲）
- 二科恵子「海の上のレストラン」（作詞・作曲）
- 古谷一行「Life is Dance」（作曲）
- 細坪基佳「僕のエレファント」（作詞・作曲）
- 本田美奈子「impressions」（作曲）
- 松尾久美子「夏のピリオド」「私小説」（作曲）
- 真璃子「遅咲きのラベンダー」「夕暮れの恋」（作曲）
- 水谷豊「二人」（作詞・作曲）「真夜中のスウィング」「貿易風」「Kのアドレス」「SAILING」「硝子のリバーサイド」「午前0時のキャンドル」「おかしな関係」「笑うなよ」「48時間」「雨に消えたジプシー -モン・シェール-」「Because （for a Wedding Day）」「BALLADE」「ONCE AGAIN」「月の故郷」（作曲）
- 森口博子「真夏のアリス」（作詞・作曲）「Last, Last Dance」「彼女の事情」「ナンパ上手のTPO」（作曲）
- 山瀬まみ「失恋ブギ」（作曲）
- 山中すみか「もしかしたら」（作曲）
- 吉沢秋絵「なぜ?の嵐」「黄昏の孔雀」「季節はずれの恋」「空色の微熱」「向日葵は雨の中で…」「メビウスの輪」「17才の詩」「赤い靴」「夏の背中」「約束」「鏡の中の私」「流星のマリオネット」「青い鳥を探して」「悲しみを許して」「涙が流れて…」「不思議の時刻」「短くも美しく」「きっと… 心に翼」「夢の行方」「素顔のあなたに…」「ハートのサンドグラス」「オルゴールの丘」「あの夏に帰りたい」「碧いスケッチ」「あなたより素敵な人」「さよならがくれたフリー」（作曲）
- RaCCo組「愛100％」（作詞・作曲） 他、多数
- タミヤ・リン「スマイリング・ゼア・イン・サイレンス」《マツダ ルーチェ CMイメージソング c/w「夢の背中」山梨鐐平Ver.収録》 全日空CFイメージソング「BLUE ON BLUE」  フジＴＶ系ドラマ「素晴らしきかな人生」音楽担当  テレビ朝日系「ル・マン24時間耐久レース特番/ル・マンに熱き涙を」  東宝劇場用アニメ「獣兵衛忍風帳」エンディングテーマ